# Амад (проект)

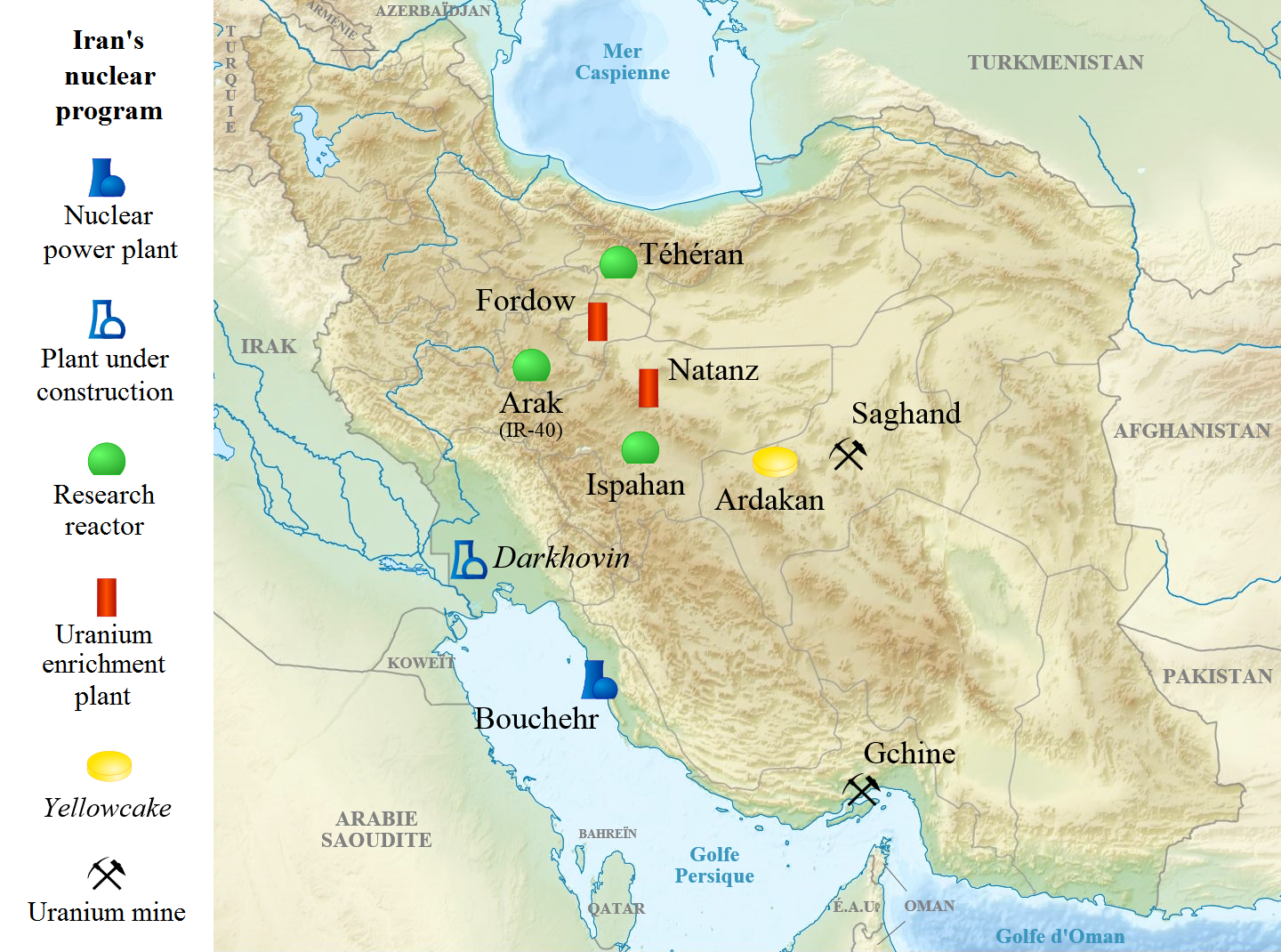
Основные объекты ядерной программы Ирана

Проект «Амад» (англ. AMAD Plan, перс. پروژه آماد‎) — секретный иранский научно-исследовательский проект 2000—2003 годов, целью которого являлась разработка и испытание ядерной боеголовки для баллистической ракеты.
В апреле 2018 года Израиль опубликовал часть документов из похищенного 1 января в Тегеране архива проекта «Амад» общим объёмом более 100 тысяч документов. Согласно этим документам проект, целью которого является создание ядерных боеголовок и средств доставки, продолжает осуществляться.
Однако 1 мая было опубликовано заявление МАГАТЭ, в котором отмечалось, что агентство после 2009 года не получало достоверных сведений, которые могли бы указывать на намерение Ирана произвести ядерное оружие (англ. no credible indications of activities).

## Проект